# Myrsine fosteri
Myrsine fosteri är en viveväxtart som beskrevs av J.J. Pipoly. Myrsine fosteri ingår i släktet Myrsine och familjen viveväxter. Inga underarter finns listade i Catalogue of Life.